# Kabinet-Rumor I
Het kabinet-Rumor I was de Italiaanse regering van 12 december 1968 tot 6 augustus 1969. Het kabinet werd gevormd door de politieke partijen Democrazia Cristiana (DC), de Italiaanse Socialistische Partij (PSI), de Sociaaldemocratische Partij van Italië (PSDI) en de Republikeinse Partij van Italië (PRI). Het kabinet werd gevormd na een het aftreden van het vorige rompkabinet, waarna voormalig minister van Binnenlandse Zaken Mariano Rumor van de Democrazia Cristiana werd benoemd als de nieuwe premier.

## Kabinet-Rumor I (1968–1969)
| Ambtsbekleder | Ambtsbekleder         | Ambtsbekleder                     | Functie                                  | Ambtstermijn     | Ambtstermijn     | Partij |
| ------------- | --------------------- | --------------------------------- | ---------------------------------------- | ---------------- | ---------------- | ------ |
|               | Mariano Rumor         | Mariano Rumor (1915–1990)         | Premier                                  | 12 december 1968 | 5 augustus 1970  | DC     |
|               | Francesco De Martino  | Francesco De Martino (1907–2002)  | Vicepremier                              | 12 december 1968 | 6 augustus 1969  | PSI    |
|               | Antonio Bisaglia      | Antonio Bisaglia (1929–1984)      | Secretaris- generaal                     | 12 december 1968 | 5 augustus 1970  | DC     |
|               | Franco Restivo        | Franco Restivo (1911–1976)        | Minister van Binnenlandse Zaken          | 24 juni 1968     | 16 Februari 1972 | DC     |
|               | Pietro Nenni          | Pietro Nenni (1891–1980)          | Minister van Buitenlandse Zaken          | 12 december 1968 | 6 augustus 1969  | PSI    |
|               | Oronzo Reale          | Oronzo Reale (1902–1988)          | Minister van Financiën                   | 12 december 1968 | 6 augustus 1969  | PRI    |
|               | Emilio Colombo        | Emilio Colombo (1920–2013)        | Minister van de Schatkist                | 20 juni 1963     | 5 augustus 1970  | DC     |
|               | Luigi Preti           | Luigi Preti (1914–2009)           | Minister van het Budget                  | 12 december 1968 | 6 augustus 1969  | PSDI   |
|               | Silvio Gava           | Silvio Gava (1901–1999)           | Minister van Justitie                    | 12 december 1968 | 5 augustus 1970  | DC     |
|               | Mario Tanassi         | Mario Tanassi (1910–2007)         | Minister van Economische Zaken           | 12 december 1968 | 6 augustus 1969  | PSDI   |
|               | Luigi Gui             | Luigi Gui (1914–2010)             | Minister van Defensie                    | 24 juni 1968     | 27 maart 1970    | DC     |
|               | Camillo Ripamonti     | Camillo Ripamonti (1919–1997)     | Minister van Volksgezondheid             | 12 december 1968 | 27 maart 1970    | DC     |
|               | Giacomo Brodolinii    | Giacomo Brodolini (1920–1969)     | Minister van Arbeid en Sociale Zaken     | 12 december 1968 | 6 augustus 1969  | PSI    |
|               | Fiorentino Sullo      | Fiorentino Sullo (1921–2000)      | Minister van Onderwijs                   | 12 december 1968 | 24 februari 1969 | DC     |
|               | Mario Ferrari Aggradi | Mario Ferrari Aggradi (1916–1997) | Minister van Onderwijs                   | 24 februari 1969 | 27 maart 1970    | DC     |
|               | Luigi Mariotti        | Luigi Mariotti (1912–2004)        | Minister van Transport                   | 12 december 1968 | 6 augustus 1969  | DC     |
|               | Giacomo Mancini       | Giacomo Mancini (1916–2002)       | Minister van Infrastructuur              | 12 december 1968 | 6 augustus 1969  | PSI    |
|               | Athos Valsecchi       | Athos Valsecchi (1919–1985)       | Minister van Landbouw                    | 12 december 1968 | 6 augustus 1969  | DC     |
|               | Mario Ferrari Aggradi | Mario Ferrari Aggradi (1916–1997) | Minister van Communicatie                | 12 december 1968 | 24 februari 1969 | DC     |
|               | Crescenzo Mazza       | Crescenzo Mazza (1910–1996)       | Minister van Communicatie                | 24 februari 1969 | 6 augustus 1969  | DC     |
|               | Lorenzo Natali        | Lorenzo Natali (1922–1989)        | Minister van Toerisme                    | 12 december 1968 | 6 augustus 1969  | DC     |
|               | Crescenzo Mazza       | Crescenzo Mazza (1910–1996)       | Minister voor Parlementaire Betrekkingen | 24 juni 1968     | 24 februari 1969 | DC     |
|               | Carlo Russo           | Carlo Russo (1920–2007)           | Minister voor Parlementaire Betrekkingen | 24 februari 1969 | 27 maart 1970    | DC     |
|               | Eugenio Gatto         | Eugenio Gatto (1911–1981)         | Minister voor Publieke Diensten          | 12 december 1968 | 27 maart 1970    | DC     |
|               | Vittorino Colombo     | Vittorino Colombo (1925–1996)     | Minister voor Buitenlandse Handel        | 12 december 1968 | 6 augustus 1969  | DC     |
|               | Giuseppe Lupis        | Giuseppe Lupis (1869–1979)        | Minister voor de Koopvaardij             | 12 december 1968 | 6 augustus 1969  | PSDI   |
|               | Arnaldo Forlani       | Arnaldo Forlani (1925)            | Minister voor Staats- deelnemingen       | 12 december 1968 | 6 augustus 1969  | DC     |
|               | Paolo Emilio Taviani  | Paolo Emilio Taviani (1912–2001)  | Minister voor Zuid-Italië                | 12 december 1968 | 6 augustus 1969  | DC     |
|               | Salvatore Lauricella  | Salvatore Lauricella (1922–1996)  | Minister voor Wetenschaps- beleid        | 12 december 1968 | 6 augustus 1969  | PSDI   |
|               | Giacinto Bosco        | Giacinto Bosco (1905–1997)        | Minister zonder portefeuille             | 12 december 1968 | 6 augustus 1969  | DC     |
|               | Carlo Russo           | Carlo Russo (1920–2007)           | Minister zonder portefeuille             | 12 december 1968 | 24 februari 1969 | DC     |

De Gasperi II · De Gasperi III · De Gasperi IV · De Gasperi V · De Gasperi VI · De Gasperi VII · De Gasperi VIII · Pella · Fanfani I · Scelba · Segni I · Zoli · Fanfani II · Segni II · Tambroni · Fanfani III · Fanfani IV · Leone I · Moro I · Moro II · Moro III · Leone II · Rumor I · Rumor II · Rumor III · Colombo · Andreotti I · Andreotti II · Rumor IV · Rumor V · Moro IV · Moro V · Andreotti III · Andreotti IV · Andreotti V · Cossiga I · Cossiga II · Forlani · Spadolini I · Spadolini II · Fanfani V · Craxi I · Craxi II · Fanfani VI · Goria · De Mita · Andreotti VI · Andreotti VII · Amato I · Ciampi · Berlusconi I · Dini · Prodi I · D'Alema I · D'Alema II · Amato II · Berlusconi II · Berlusconi III · Prodi II · Berlusconi IV · Monti · Letta · Renzi · Gentiloni · Conte I · Conte II · Draghi · Meloni